# 埃里克·林德罗斯
埃里克·林德罗斯（瑞典語：Eric Lindros，1973年2月28日—），加拿大男子冰球运动员。他曾代表加拿大国家队参加1992年、1998年和2002年冬季奥林匹克运动会冰球比赛，获得一枚金牌和一枚银牌。